# Vidéotex
 (février 2025).
Le Vidéotex est un service de télécommunications permettant l'envoi de pages composées de textes et de graphismes simples à un utilisateur en réponse à une requête de ce dernier (interactivité). Ces pages sont destinées à être visualisées sur un écran cathodique, par exemple sur une télévision ou tout autre écran au format de la télévision. Le Minitel français est le terminal adapté à ce service. Le nom du terminal a fini par être utilisé, dans le langage courant, comme nom générique du service et est donc en français devenu synonyme de Vidéotex. Le service utilise une norme de communication basée sur une syntaxe de description des pages. Le service Télétel (ou Minitel) utilise la norme Antiope (Option 2 de la norme internationale T.100)
Le service est généralement rendu par un système comportant des terminaux de type écran-clavier connectés par le réseau téléphonique commuté à un point d'accès spécifique assurant la connexion à un serveur au travers d'un réseau de transmission de données (en France le réseau Transpac de commutation de données par paquets) vers des serveurs, voire vers des terminaux pairs. Seul le service Télétel (aussi appelé Minitel, du nom du terminal), basé sur une option de consommation à la demande permise par l'utilisation de points d'accès Videotex intégrés comme autocommutateurs dans le réseau téléphonique commuté, a connu une exploitation commerciale d'une durée significative. Les services britannique (Prestel), allemand (Bildschirmtext), italien (Videotel), canadien (Télidon) et japonais (Captain), tous basés sur un système d'abonnement, n'ont pas connu de succès commercial et ont été arrêtés peu après la fin des phases d'expérimentation. Néanmoins, le système Viewdata (dont Prestel était la marque commerciale) continue d'être utilisé par les agences de voyages au Royaume-Uni.

## Historique de la norme
La première norme technique mondiale du Vidéotex est la recommandation T.100 du CCITT, ancêtre de l'UIT-T. Cette norme regroupe les caractéristiques des quatre systèmes exploités en 1980, date d'adoption de cette norme [réf. nécessaire]:
- système Viewdata, utilisée au Royaume-Uni pour le service Prestel ;
- système ANTIOPE (Acquisition Numérique et Télévisualisation d'Images Organisées en Pages d'Écriture) utilisé en France pour les services Télétel et Annuaire Électronique (le nom du terminal, le Minitel a fini par devenir le nom commun à ces services) ;
- le système NAPLPS (North-American Presentation Level Protocol Syntax), utilisé au Canada pour le service Télidon ;
- le système CAPTAIN (Characters and Pattern Telephone Access Information Network), utilisé au Japon pour le service éponyme de NTT.

Au même moment, la norme internationale Recommandation F.300 du CCITT définit les règles d'exploitation et les caractéristiques du service lui-même. Elle a été en vigueur jusqu'en 2004, la France étant la seule à maintenir encore le service[réf. nécessaire].
Une seconde norme internationale, adoptée par le CCITT en 1984 définit un certain nombre de fonctions de commande du réseau correspondant approximativement aux fonctions du point d'accès Vidéotex[réf. nécessaire].
La première norme européenne (T/CD 06-01), adoptée en mai 1981 par la CEPT (Conférence Européenne des administrations des Postes et Télécommunications), regroupe les deux versions européennes de T.100 et y ajoute des fonctions techniques provenant de propositions allemandes (Bilschirmtext) et suédoises. Elle a été mise à jour régulièrement jusqu'en 1988 et est actuellement maintenue et publiée comme norme européenne de télécommunications par l'ETSI sous le titre ETS 300 072 Syntaxe de données de la couche de présentation du Vidéotex. Ses dernières versions incluent le vidéotex photographique (utilisation de la norme JPEG) et la transmission de formes de caractères (DRCS ou jeux de caractères dynamiquement redéfinissables).
Les normes européennes successives ont été [réf. nécessaire]:
- T/TE 06-02 (ETS 300 073), en mai 1988 : mode géométrique de la syntaxe de données de la couche présentation du Vidéotex ;
- T/TE 06-03 (ETS 300 074), en mai 1988 : syntaxe pour le transfert transparent de données (destinée au téléchargement de logiciels et d'autres formes de données) ;
- T/TE 06-04 (ETS 300 075) : données retraitables pour le Vidéotex (qu'on peut assimiler à des informations de scripts actifs dans le terminal) ;
- T/TE 06-05 (ETS 300 076) : identificateur des capacités du terminal de Videotex (TFI).

## Caractéristiques techniques de la norme de présentation du Vidéotex (CCITT T.100)

### Caractéristiques communes aux options 1 et 2: le mode alpha-mosaïque
Le mode alphamosaïque est la base des services de Vidéotex européens et ils ont, heureusement, un ensemble de caractéristiques communes. Ils sont basés sur un modèle de terminal alphanumérique classique de la téléinformatique des années 1970 : une mémoire d'entretien de page (mémoire vive) contient les codes des caractères à visualiser et une mémoire morte type ROM contient les formes des caractères. Une base de temps organise la lecture périodique de la RAM de façon à afficher la page avec une fréquence (50 Hz ou plus) évitant le papillottement[réf. nécessaire].
L'originalité du système alphamosaïque, imaginé au Royaume-Uni vers 1971 par les ingénieurs de la BBC dans le cadre du projet Ceefax, consiste en plusieurs caractéristiques [réf. nécessaire]:
- la capacité de l'écran est limité à 24 ou 25 rangées de quarante caractères, soit un total d'environ mille caractères. Ceci permet d'utiliser des mémoires de 1 kbit qui, dans les années 1970 constituent le standard du marché, mais aussi de visualiser la page sur l'écran d'un téléviseur domestique ;
- en contrepartie de cette limitation, l'écran gagne la possibilité de visualiser les pages en couleurs. Huit couleurs sont utilisées correspondant aux huit combinaisons des trois couleurs primaires. Cette possibilité constitue l'introduction de la notion d'attributs des caractères ;
- outre l'alphabet informatique classique (alphabet international no 5, ISO CEI 646 aussi appelé ASCII aux États-Unis), un alphabet dit graphique ou mosaïque. Les caractères mosaïques sont composés d’une matrice de deux points de largeur sur trois points de hauteur, représentant donc 64 caractères différents. Ils peuvent être considérés comme les morceaux d’une image qui seront collés les uns contre les autres pour la constituer. Outre les attributs de couleur, cet alphabet mosaïque possède l'attribut de jointure (le caractère est jointif ou séparé). Une photo de la galerie donne un exemple d'emploi de cet attribut : cette page avec quelques centaines d'autres est l'une des premières pages du mode parallèle présentées publiquement en septembre 1976 dans le cadre d'une présentation du système Antiope à l'exposition СПОРТ, 76 à Moscou.

Cet alphabet mosaïque est également appelé « graphisme videotex ». Il est utilisé également pour le télétexte et a aussi été utilisé sur de nombreux ordinateurs du début des années 1980, tels que le TO7[réf. nécessaire].
Les deux systèmes alphamosaïques se différencient par le mode de gestion de leurs attributs qualifiés respectivement de série (ou sériels) pour le système d'origine britannique et de parallèles pour le système d'origine française[réf. nécessaire].

### Option 1: le mode alphamosaïque série
C'est le mode original du système Viewdata. Il est construit de manière à assurer une compatibilité visuelle avec le système Télétexte (Ceefax) et donc à utiliser la même technologie de terminal.
La syntaxe en est cependant différente de façon à permettre le transfert sur un réseau de données transparent[réf. nécessaire].

#### Modèle de terminal
Le principe de construction du terminal est dérivé de celui de Ceefax dans lequel les codes reçus en ligne sont mis directement en mémoire. Comme la transmission utilisée par Ceefax se fait par mots de sept éléments binaires, la mémoire comporte donc sept kilobits. Sur les 128 combinaisons, 32 d'entre elles sont des codes d'attributs et les 96 autres représentent des caractères. Lorsque le code est un code de caractère, il est transmis au générateur de caractères, si c'est un code d'attribut, il est mis en mémoire dans un loquet (latch) et maintenu jusqu'à ce qu'un nouveau code d'attribut se présente. Le contenu du loquet commande le fonctionnement du générateur d'effet. les effets utilisés sont la couleur du caractère (une parmi huit), la couleur du fond, le clignotement, le type de caractères (alphabétiques ou mosaïques)[réf. nécessaire].
La conséquence principale de cette architecture est qu'un code de fonction occupe sur l'écran la place d'un caractère qui est généralement représenté alors comme un espace[réf. nécessaire].
Dans la figure ci-dessous, le mot VIEWDATA est écrit avec une espace entre chaque lettre en raison du changement de couleur entre chaque lettre[réf. nécessaire].

#### Tables de codage
| Le système Viewdata utilise deux tables de codage : la version britannique de l'Alphabet International no 5 (ISO CEI 646) pour les caractères alphanumériques et une table pour les caractères mosaïques. Cette dernière est intéressante : en effet, comme il n'y a que 64 formes mosaïques et 96 emplacements dans la table de codage, il reste 32 positions utilisées par la partie majuscule de l'Alphabet International no 5. Ces 32 majuscules portent le nom de caractères « qui passent au travers » (Blast through) . Ceci permet d'inclure un texte en majuscules dans un schéma en mosaïque sans avoir à dépenser un espace pour cette modification. Ce jeu mosaïque est également appelé semi-graphique, voire graphique. Le nom originel est Viewdata Graphics. |

|  | Chaque fonction d'attribut est codée par la succession de deux codes : un code d'échappement (code 1/11 ou hexadécimal 1B) suivi d'un caractère alphanumérique majuscule avec les significations du tableau ci-contre. - la couleur (une parmi huit) de forme applicable aux caractères alphabétiques (ABK à ANW) avec les couleurs dans l'ordre suivant de 0 à 7 : noir, rouge vert, jaune, bleu, magenta, cyan, blanc ; - la couleur (une parmi huit) de forme applicable aux caractères mosaïques (MBK à MSW) dans le même ordre ; - la couleur de fond définie par transfert à partir d'une couleur de forme (NBD) nouveau fond ; - la remise du fond en noir, valeur par défaut : BBO, - la taille de caractère (normale NSZ, double hauteur DBH, double largeur DBW ; double taille DBS) ; - le clignotement (FSH) et l'arrêt de clignotement (STD) ; - le début ou la fin de soulignement ; STL et SPL ; - le début ou la fin de masquage ; CDY et SPD ; - la mise en marche et l'arrêt de la fonction de maintien du caractère précédent dans le mode mosaïque : HMS et RMS ; - le début ou la fin d'incrustation (SBX et EBX). |

|  |  |

Les deux images ci-dessous représentent la même page, photographiées sur une console de création de pages fonctionnant selon le mode série. Sur la seconde version, on a activé la fonction de visualisation des codes d'attributs sous forme de caractères visibles. Cette version permet de comprendre les contraintes du mode série en montrant notamment le nombre d'espaces requis pour gérer les attributs. On peut voir que les caractères blast through, ne requérant aucun espace pour être visualisés quand on est en mode graphique (comme on appelle aussi le mode mosaïque). On peut également voir la séquence de trois ou quatre codes requis pour commencer une page quand il y a un fond : couleur du caractère suivi de nouveau fond fixent la couleur du fond. Si on en reste là, les caractères seront inscrits dans la même couleur que le fond, ce qui les rendrait peu visibles. Il faut donc à nouveau fixer la couleur du caractère qui va suivre. Si celui-ci est alphabétique, on en reste là. Sinon, on prescrit aussi un « maintien du graphique » qui permet de remplacer l'espace requis par les codes d'attributs à venir sur la même rangée par une répétition du caractère graphique précédent : on voit ce que cela donne sur la première rangée pour le code « mosaïque vert » au niveau du Pas de Calais[réf. nécessaire].

### Option 2: le mode alphamosaïque parallèle

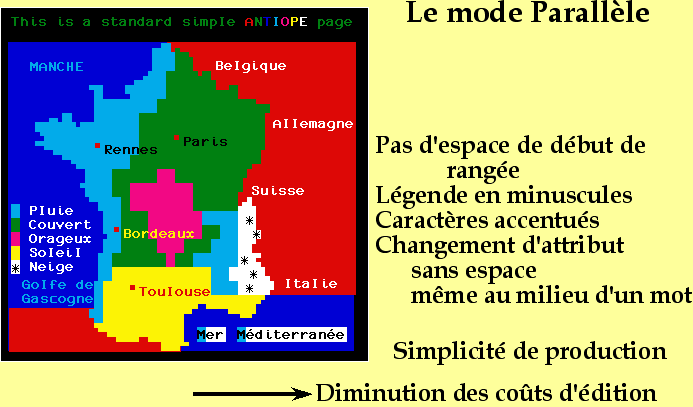
La même page test que ci-dessus montrant l'indépendance des attributs et des caractères.

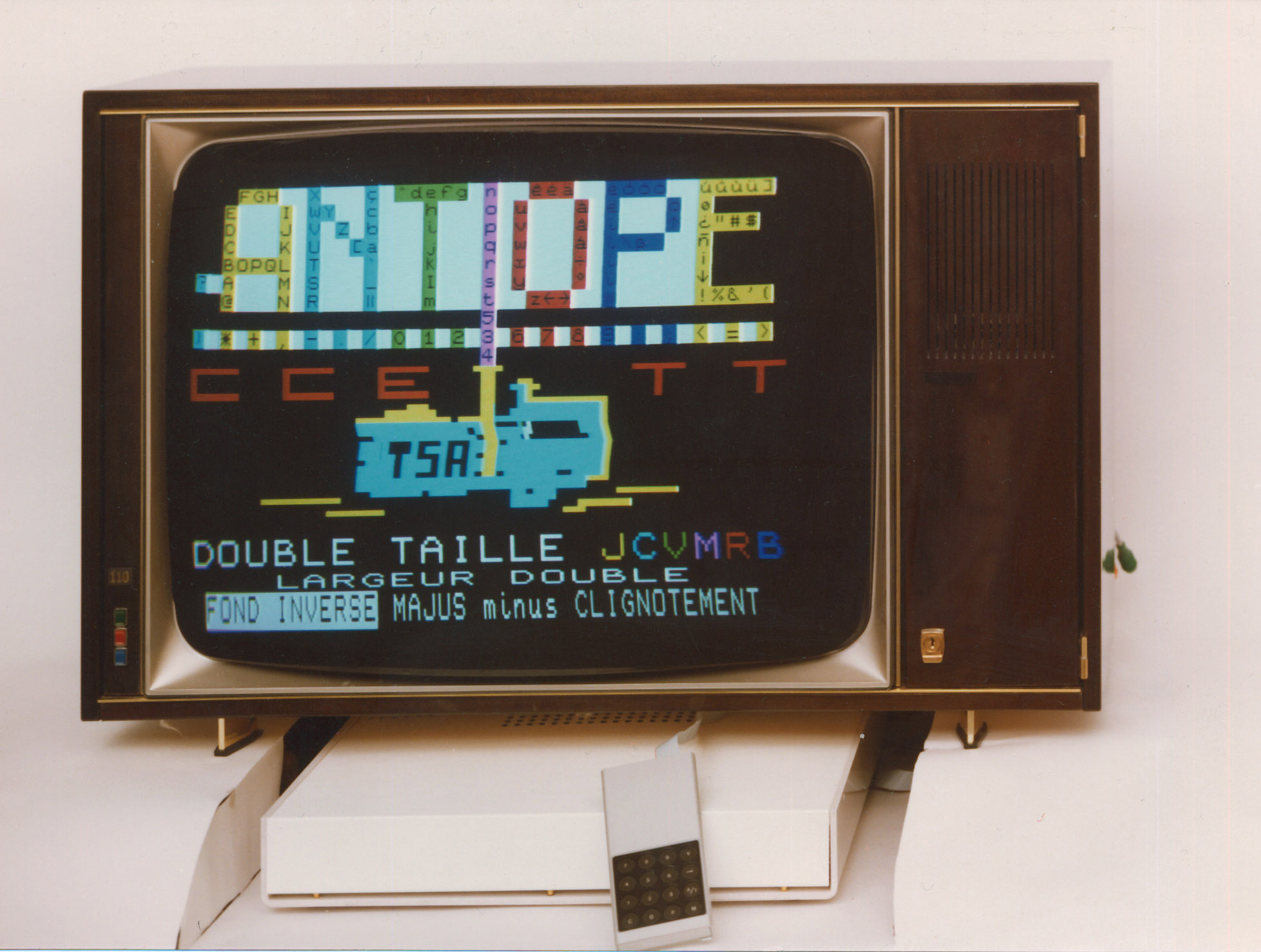
Les capacités graphiques de la norme Vidéotex illustrée sur une page Vidéotex.

Il consiste en une syntaxe de description de pages indépendante de la couche de transfert des données. Ainsi, les données peuvent elles utiliser un système de télécommunications (incluant le réseau téléphonique commuté) mais aussi utiliser un système de radiodiffusion de données à condition qu'il respecte l'indépendance entre la couche de transfert et la syntaxe de données . [réf. nécessaire].
Les pages sont composées de 25 lignes de quarante colonnes de symboles, qui peuvent être soit des caractères alphanumériques (correspondant à un répertoire étendu requis par les 39 langues européennes utilisant une forme d'alphabet latin, soit des caractères mosaïques permettant la composition de graphismes élémentaires. La première ligne n’est jamais utilisée directement, elle joue le rôle de ligne d’état, affichant le prix de la communication par exemple. Chaque caractère dispose d’un certain nombre d’attributs, qui sont la couleur d’écriture et de fond (huit couleurs sont disponibles sur un minitel), les attributs visuels tels l’inversion vidéo, le clignotement, et pour le mode texte le soulignage, et la taille d’affichage (normale, double largeur, double hauteur ou les deux réunis). Les attributs de chaque caractère alphabétiques comme mosaïques peuvent être définis librement et indépendamment de ceux des autres caractères[réf. nécessaire].
Des possibilités d'autres caractères (mosaïques lissés, caractères dynamiquement redéfinissables, caractères non latin tels que cyrillique, arabes ou grecs, voire non alphabétiques pour le chinois ou le japonais ont été progressivement introduits. [réf. nécessaire].
Les fonctions de taille et l'indépendance du choix des couleurs ne sont pas disponibles dans l'Option 1 dérivée du système Viewdata utilisé par Prestel, en raison du parti pris de compatibilité visuelle avec le télétexte diffusé britannique dans lequel il n'y a pas indépendance entre la syntaxe de données et le protocole de transport. De même, le répertoire alphanumérique est limité aux caractères non accentués de la langue anglaise[réf. nécessaire].

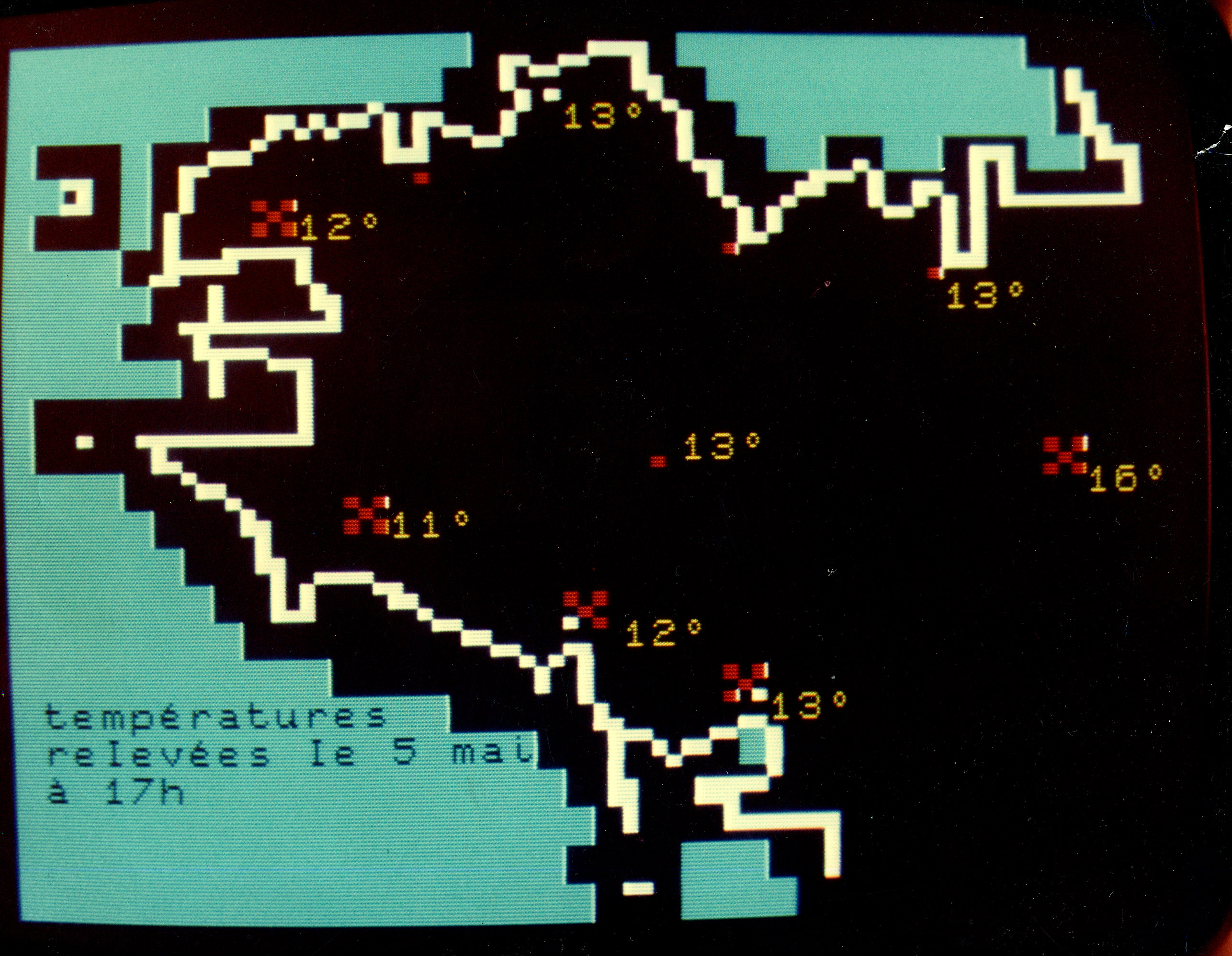
Carte de Bretagne tracée utilisant les caractères dits « mosaïques ».
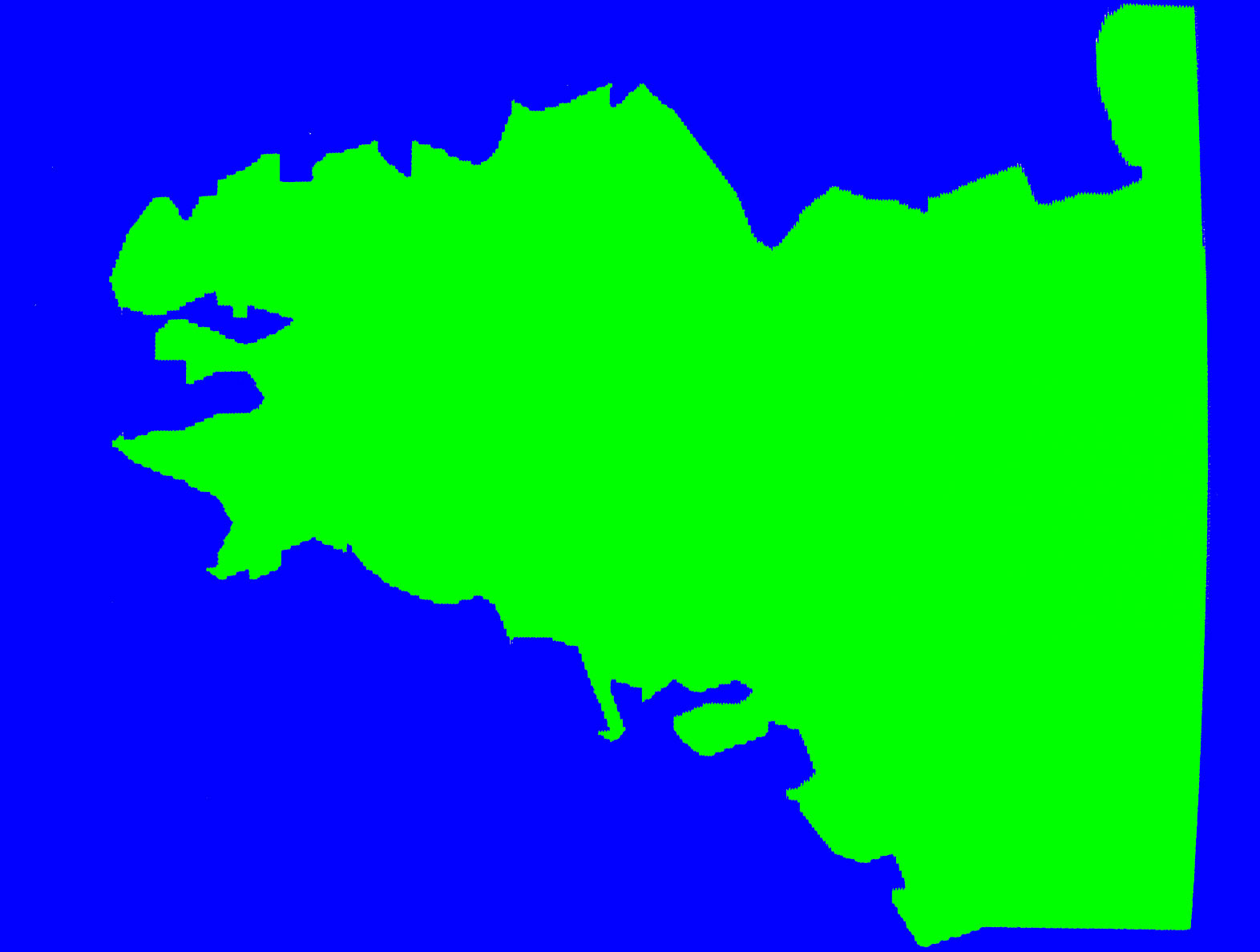
Carte de Bretagne tracée utilisant les caractères dits « mosaïques lisses » (mode dit « suédois »).
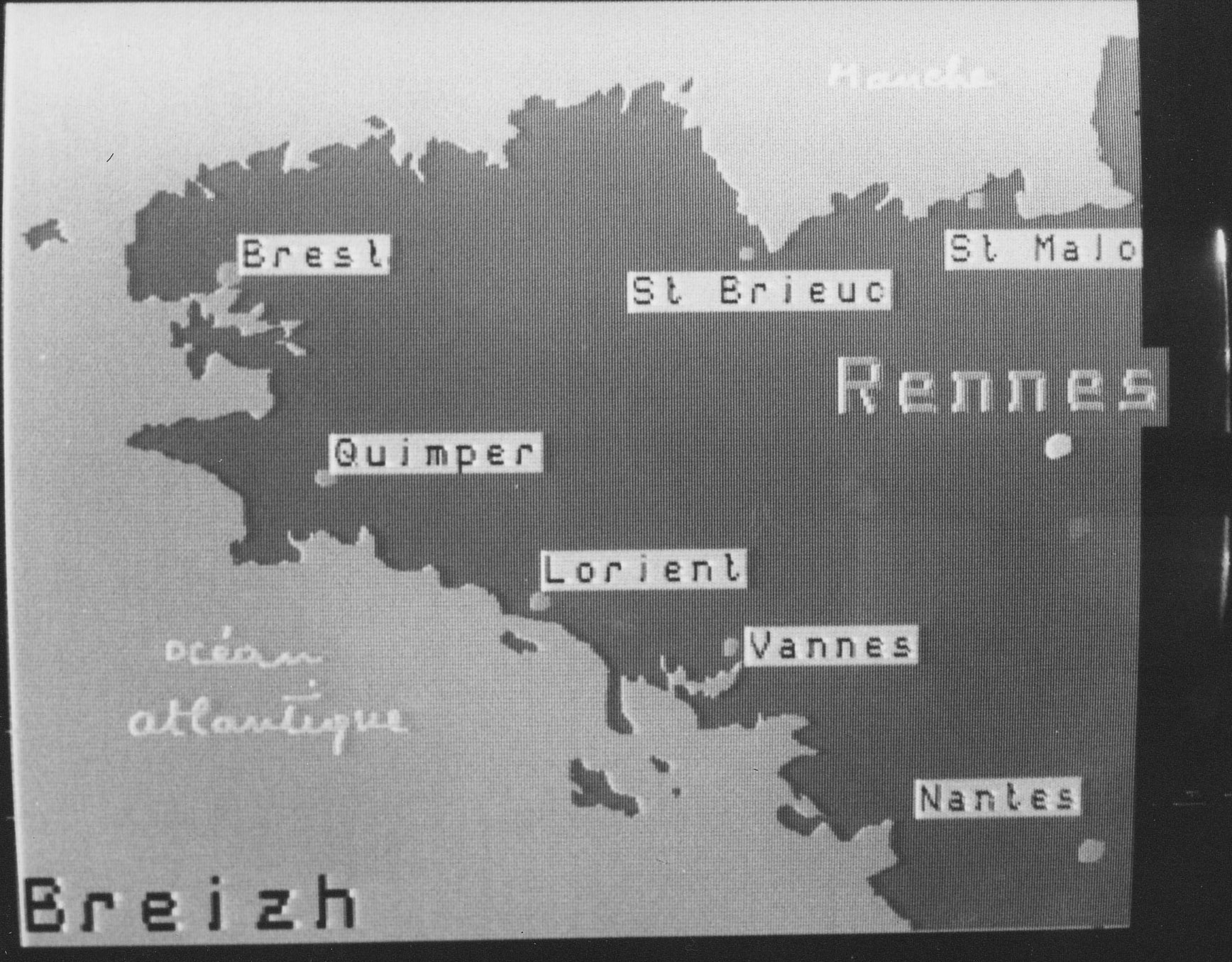
Carte de Bretagne tracée utilisant le mode géométrique.

#### Modèle de terminal
Ce type d'approche suppose qu'en mémoire, les codes de caractères et ceux des attributs occupent chacun une partie de la mémoire d'entretien de page et donc ce type de terminal coûte plus cher en volume mémoire. Jusqu'à trois fois plus compte tenu du nombre d'attributs normalisés : [réf. nécessaire].
- couleur du caractère (présence ou absence de rouge, de vert, de bleu soit trois éléments) ;
- taille du caractère (simple ou double en largeur et en hauteur soit deux éléments) ;
- clignotement : un élément ;
- couleur du fond : trois éléments ;
- nature du caractère (alphanumérique ou mosaïque) soit un élément qui peut être multiplié si le terminal accepte par exemple des caractères non latins ;
- fond inversé : un élément ;
- souligné : un élément ;
- masqué : un élément.

On ajoute en outre un attribut qui est surtout utilisés dans le mode radiodiffusé télétexte pour permettre le sous-titrage (incrusté ou non dans une image extérieure) ce qui conduit à quatorze éléments binaires de mémoire pour les attributs, soit vingt-deux en tout si on compte un répertoire de 256 caractères[réf. nécessaire].
Les informations provenant de la ligne sont décodées avant d'être mises en mémoire. Le décodeur n'est pas figuré sur le dessin ci-dessous[réf. nécessaire].

### L'option 3 ou mode alpha-géométrique

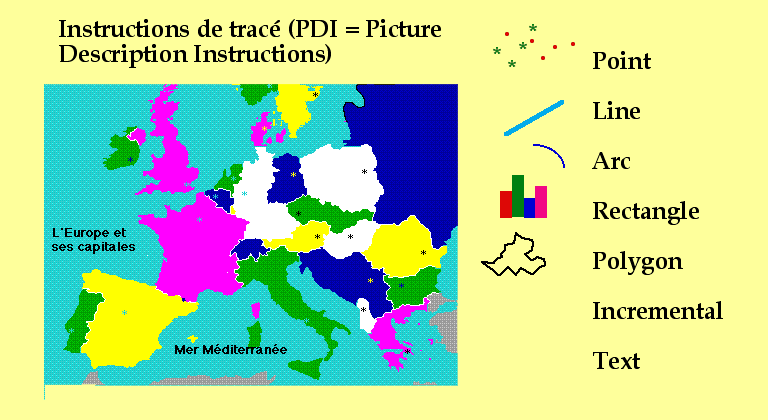
Principe du système de description par primitives géométriques (PDI : Picture description instructions)

Il est essentiellement basé sur la représentation vectorielle des images et définit une syntaxe indépendante de la résolution (et des autres capacités visuelles) du terminal qui réalise l'interpolation correspondant à ses propriétés. Les coordonnées utilisées dans les instructions sont exprimées en fraction d'écran unité (L'écran est inscrit dans un carré unité) et le terminal se charge d'adapter le tracé à la résolution de son système de visualisation. Cependant, l'usage du mode géométrique n'est optimum que si le modèle de terminal est basé sur l'utilisation d'une mémoire de points (bit map) et non d'une mémoire de caractères. Les canadiens de l'équipe Télidon ont démontré la possibilité de réaliser un décodeur géométrique sur un terminal alphamosaïque en mode parallèle[réf. nécessaire].

### L'option 4 ou mode alpha-photographique
Il décrit les pages sous forme d'une image codée par un procédé de compression. Le système original, d'origine japonaise (CAPTAIN) utilise un code à longueur variable analogue à celui de la télécopie. Sa version européenne (décrite dans la norme CEPT) utilise le système de codage photographique JPEG[réf. nécessaire].

## Architecture des réseaux du Vidéotex
Le réseau vidéotex suppose généralement un accès par modem sur le réseau téléphonique commuté[réf. nécessaire].
Dans les services mis en œuvre dans les années 1980, le modem du terminal est un modem asynchrone de type CCITT V.23, les pages sont généralement envoyées au terminal client à 1200 bit/s. Les réponses de celui-ci (principalement les touches pressées par l'utilisateur) sont retournées au point d'accès à 75 bit/s. Des Minitel rapides utilisant une modulation synchrone à 4800 ou 9600 b/s (le modem de la télécopie) ont été vendus dans les années 1990. Plus récemment, des logiciels d'émulation du Minitel sur ordinateurs personnels ont utilisé des accès internet pour rendre le service Vidéotex[réf. nécessaire].

### Systèmes centralisés (Viewdata, Bildschirmtext, Annuaire électronique)
|  |  |  |

|  |  |  |

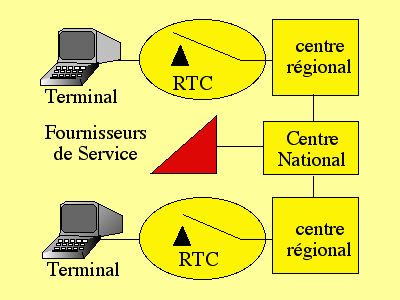
Architecture d'un système centralisé

Dans un système centralisé, le terminal est connecté directement à un serveur unique. Généralement, ce serveur unique est en fait un « cache » régional des pages les plus demandées, l'ensemble des pages étant disponibles dans le Centre National. Les fournisseurs de service téléchargent leurs pages dans ce serveur et chaque page a un numéro national unique permettant l'accès arborescent. Le nombre de chiffres composant ce numéro est significatif de la profondeur de la page dans l'arborescence. Ainsi, un fournisseur d'information se voit attribuer un numéro pour sa page d'accueil et tous les numéros plus longs qui commencent par ce numéro. 
(Ci-dessous, quelques photos illustrent ce propos). En contrepartie de cette lourdeur, la navigation, simple quoique longue, ne requiert que le clavier téléphonique (clavier numérique et non alphanumérique)[réf. nécessaire].

### Systèmes décentralisés (Télétel)

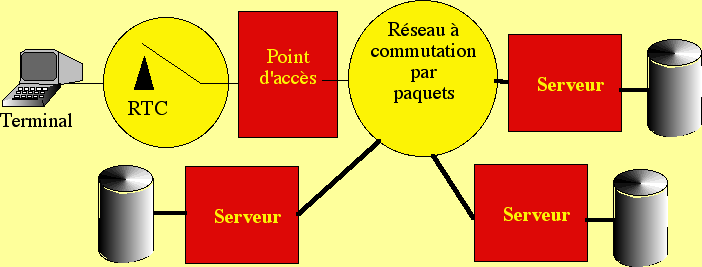
Architecture d'un système décentralisé.

Ce sont les systèmes décentralisés dont l'architecture préfigure le plus celle du web sur réseau Internet. Le point d'accès joue plusieurs rôles[réf. nécessaire].

#### Vis-à-vis de l'usager
- Identification de l'usager par sa ligne téléphonique
- Écho des caractères émis par le clavier vers l'écran du terminal
- Comptabilisation du temps de connexion et transmission à la facturation en fonction du mode et en « mode kiosque complet » en fonction du palier
- Préserve l'anonymat de l'usager.

#### Vis-à-vis du réseau
- Mise en paquet des caractères émis par le clavier et envoi pour paquet plein ou par réception du code de commande (Envoi, suite...)
- Conversion de l'adresse symbolique en numéro Transpac (analogue à la fonction DNS)
- Routage vers le serveur
- Reroutage éventuel

#### Vis-à-vis du serveur
- Comptabilisation de la part de redevance à reverser au fournisseur d'information

Le service français comporte trois modes :
- le mode dit « 3613 » correspond à un service public gratuit ou à un service par abonnement : le fournisseur d'information paie au fournisseur d'accès et de réseau l'ensemble des frais de réseau. Dans le cas de l'abonnement, l'usager rémunère directement le service. Rien n'apparaît sur sa facture téléphonique ;
- le mode dit « 3614 » dans lequel l'usager paie la part réseau mais pas le prix du contenu : c'est le mode qui correspond à l'usage majoritaire actuel de l'Internet. Il n'interdit pas un sous-mode dans lequel le prix du contenu est directement réglé par l'usager au fournisseur. Il appartient alors au fournisseur d'identifier l'usager (par login et mot de passe). Sinon, le point d'accès préserve l'anonymat de l'usager par rapport au fournisseur de service ;
- le mode kiosque (et ses divers paliers tarifaires) dans lequel la facture téléphonique sert de moyen de paiement, non seulement des frais de télécommunication, mais aussi du prix de l'information qui est reversé au fournisseur d'information. Ce mode fonctionne donc, d'où son nom, comme un système de vente de la presse : le kiosque à journaux assure la collecte des versements des clients et conserve sa part en reversant la leur au service de transport (les NMPP) et aux éditeurs (les fournisseurs de services).

## Systèmes commerciaux interactifs basés sur Vidéotex

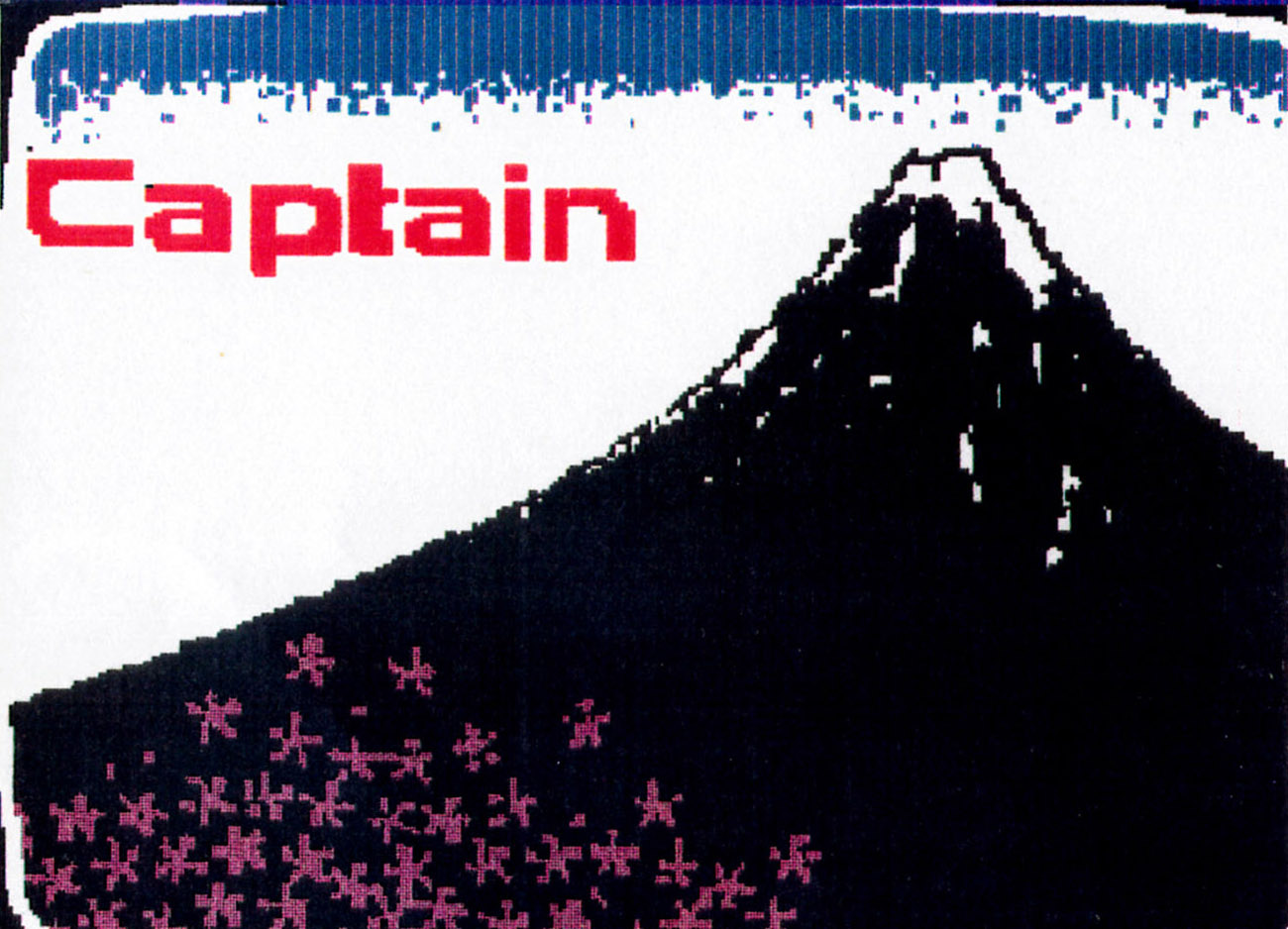
La page d'accueil du service Vidéotex CAPTAIN de la NTT.

- Le Minitel, lancé en 1982 en France, est le service commercial qui a connu le plus de succès, en partie grâce à la variété des services disponibles et à son mode de facturation, basé sur l'utilisation de points d'accès intégrés au réseau téléphonique commuté : pas d'abonnement et temps de connexion comptabilisé dans la facture téléphonique classique. Télétel, le réseau du Minitel, a cessé d'être exploité le 30 juin 2012. Des systèmes dérivés ont été expérimentés aux États-Unis (Bell South), en Chine... sans donner lieu à des exploitations commerciales. DoCoMo utilise aujourd'hui, au Japon, l'architecture du système français (point d'accès et facturation sur la facture téléphonique) pour ses services i-mode
- Prestel, lancé en 1979 au Royaume-Uni, basé sur l'option 1 de la norme CCITT T.100, a rencontré beaucoup moins de succès. Le système a été abandonné.
- Bildschirmtext (BTX) a été lancé en 1983 en Allemagne. Les terminaux, basés sur une syntaxe dérivée de la norme Antiope munie d'une multitude d'options graphiques complémentaires, étaient coûteux, ce qui a limité son adoption. Le système a été abandonné.
- Beltel a été lancé en Afrique du Sud en 1986.
- Telidon a été lancé au Canada en 1982. Il est basé sur l'option 3 (alphagéométrique) de la norme CCITT T.100 qui constitue une préfiguration des systèmes à graphismes vectoriels.
- Captain a été lancé par Nippon Telegraph and Telephone (NTT) au Japon en 1979. Il sert de base à l'option 4 de la norme CCITT T.100 (alphaphotographique) inspiré du codage de la télécopie : la nature de la l'écriture japonaise (idéogramme) ne permettait pas à l'époque l'utilisation d'un codage alphanumérique qui ne sera possible qu'au début des années 1990 avec l'introduction de la norme ISO/CEI 10646 (Unicode)
- AlexTel a été lancé au Canada au début des années 1990.

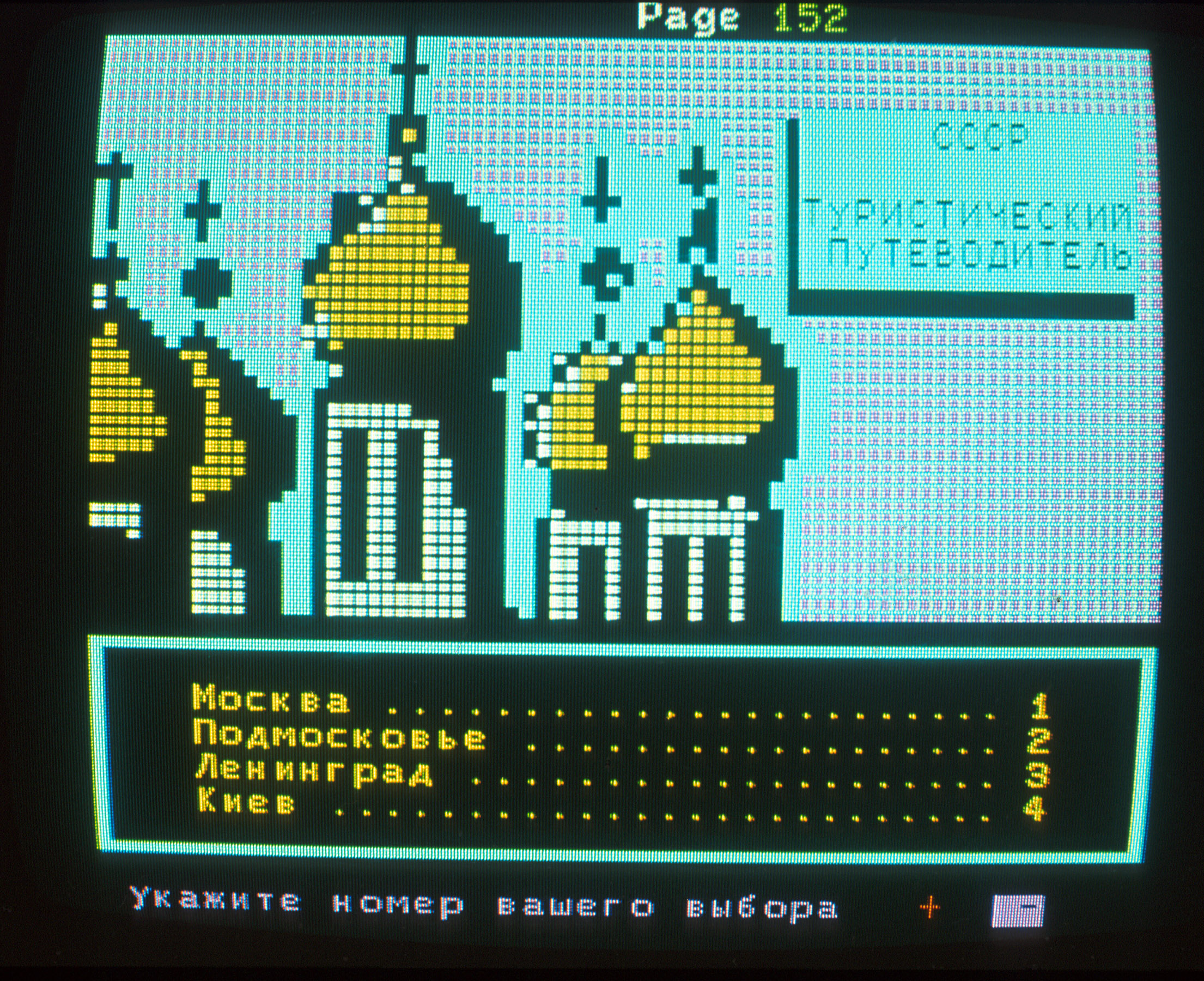
Page Vidéotex mode parallèle utilisant des caractères mosaïques en attribut séparé (et l'alphabet cyrillique). (1976).
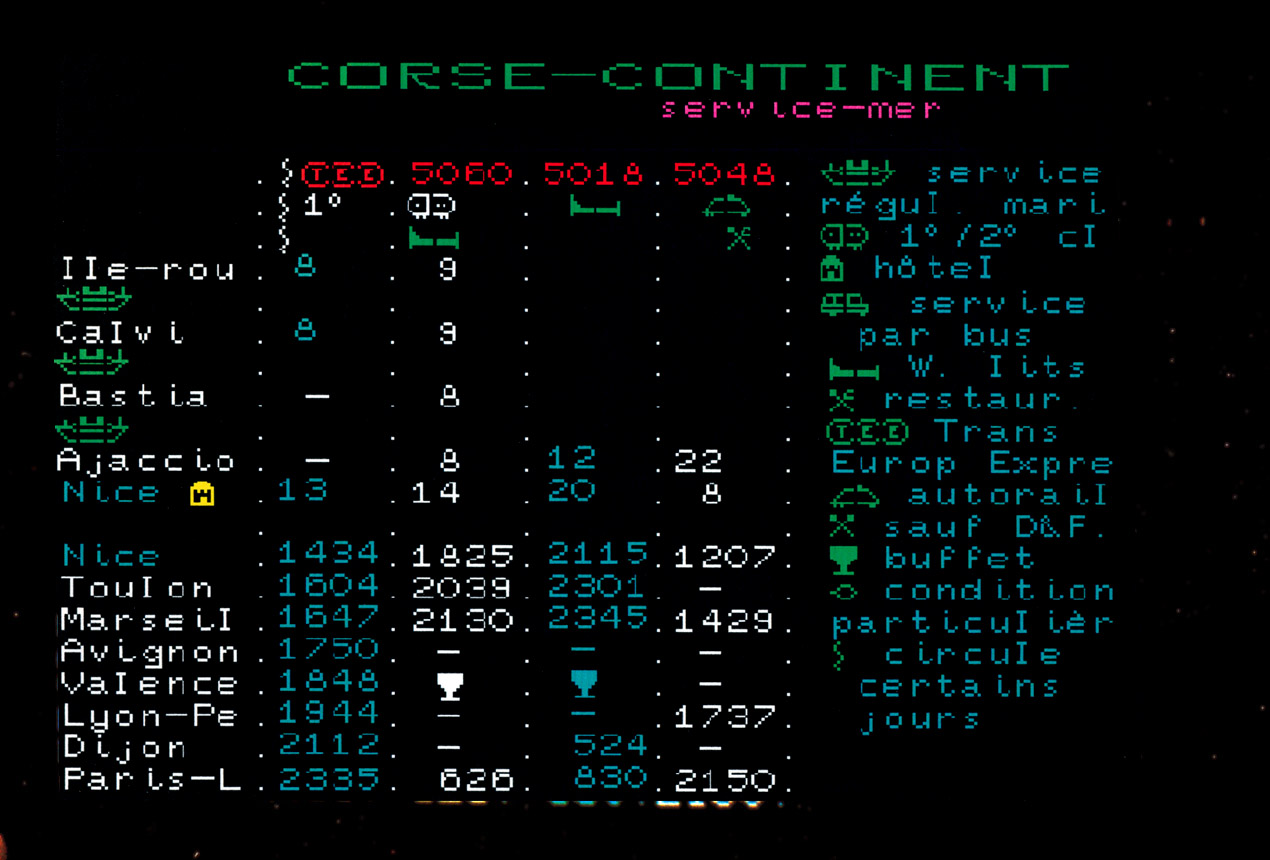
Page Vidéotex utilisant des caractères téléchargés (DRCS) (1977).
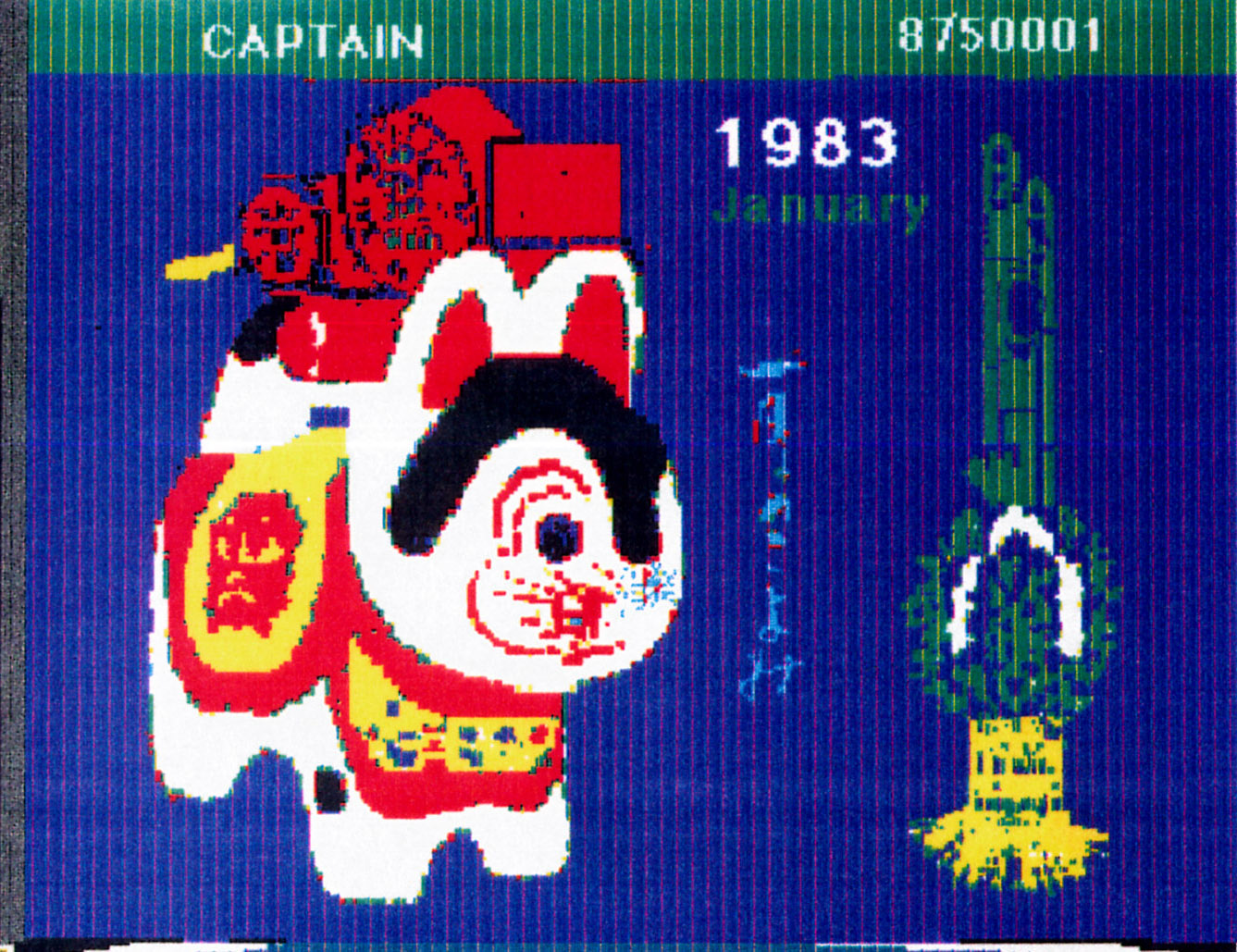
Page du service de Vidéotex japonais (CAPTAIN) (1979).
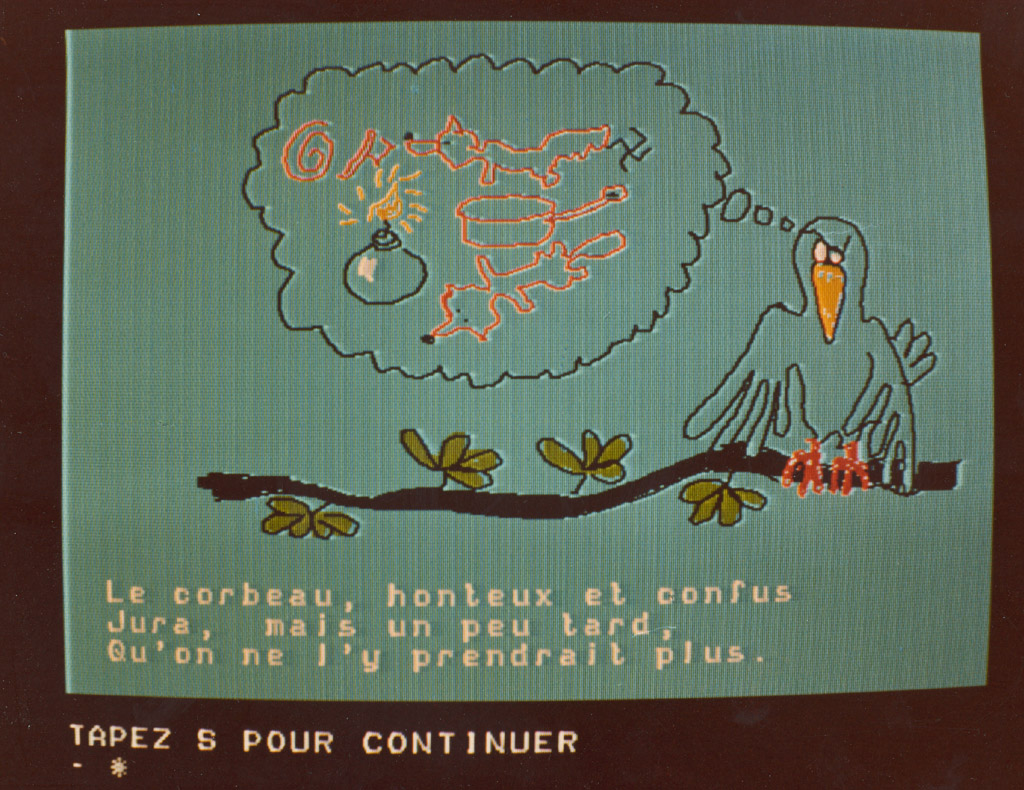
Page Vidéotex Géométrique (Norme CEPT T/TE 06-02).
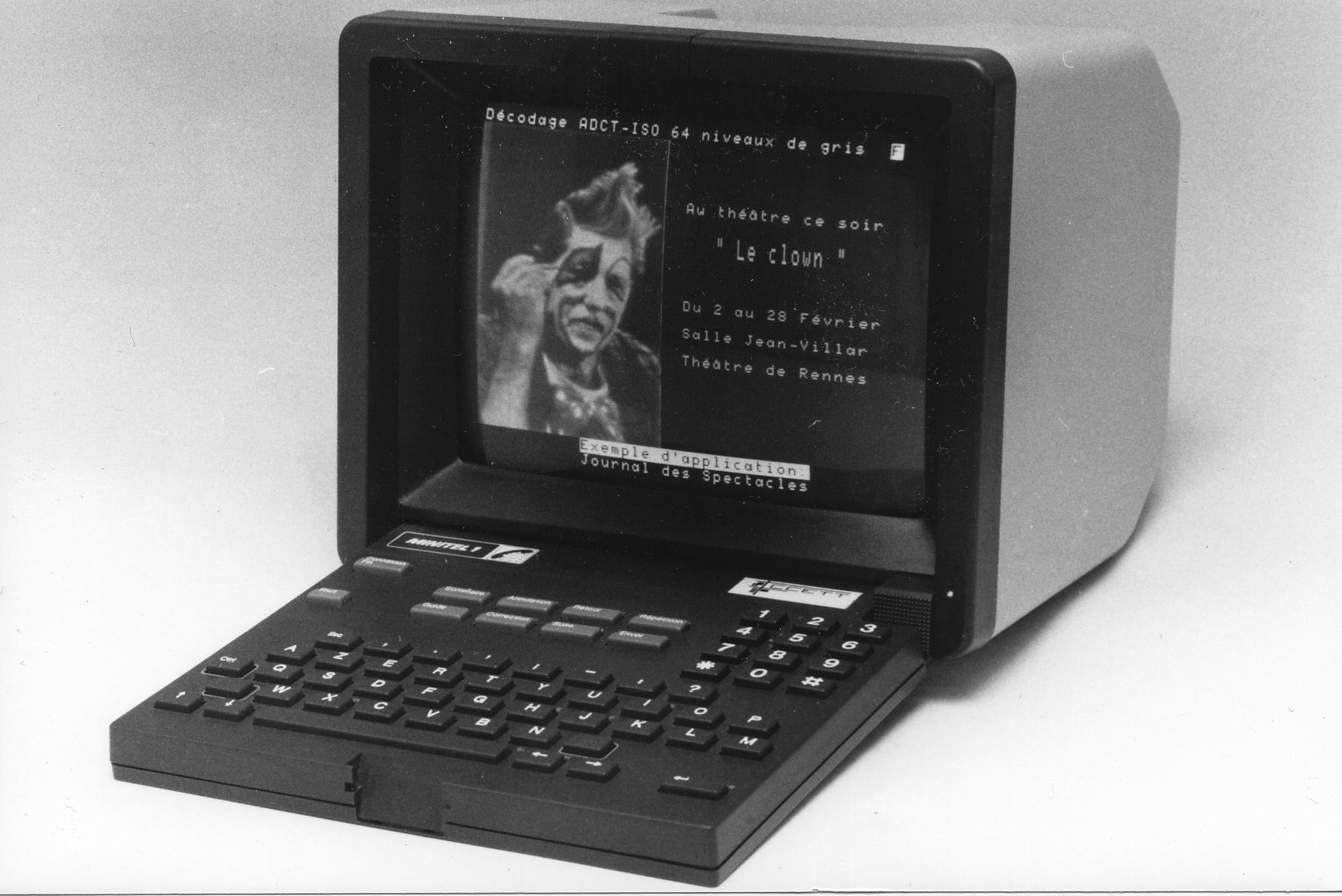
Page Vidéotex Photographique (Norme CEPT T/TE 06-01) sur un Minitel Photographique produit à quelques milliers d'exemplaires en 1984.
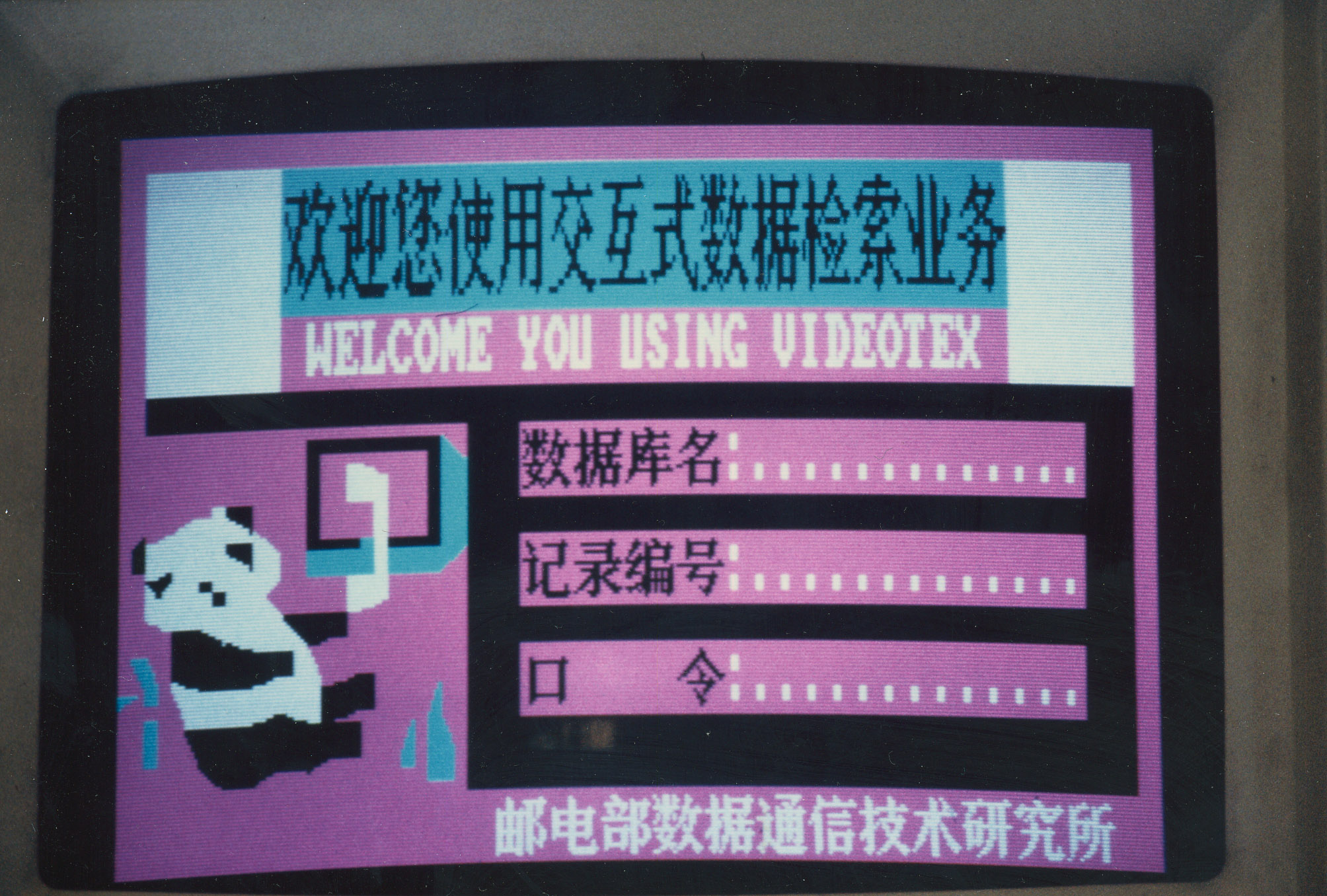
Page d'accueil du service expérimental de Vidéotex en Chine (1986).
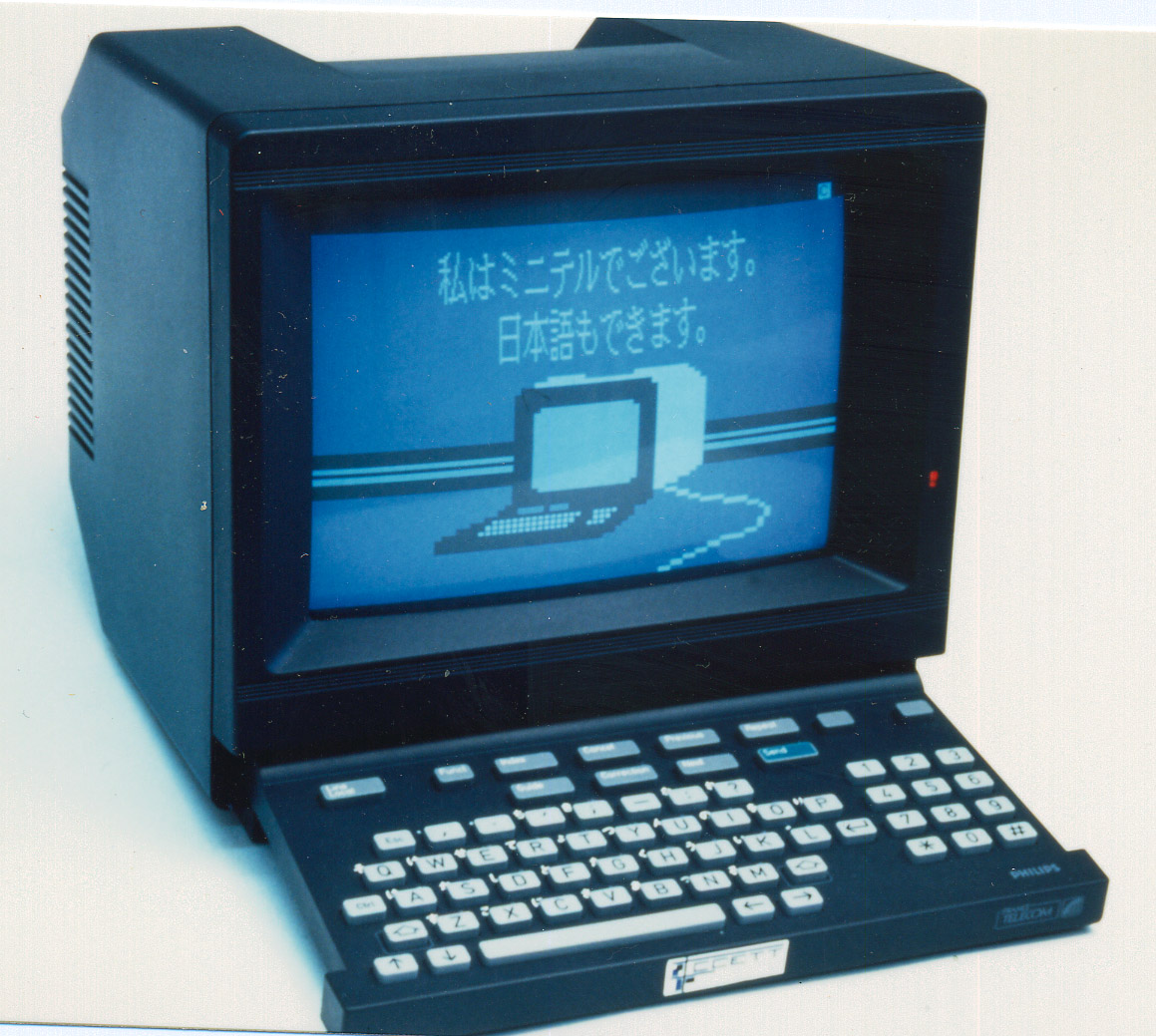
Minitel adapté à l'écriture japonaise (kanji et kana) (1986).